# 섬진대교
섬진대교(蟾津大橋)는 전라남도 광양시 태인동과 경상남도 하동군 금남면을 연결하는 다리이다. 국도 제59호선에 속해 있으며 섬진대교를 기점으로 광양시와 하동군의 도로명이 각각 달랐다. 과거에는 남해고속도로제3지선이었으며, 현재는 산업로에 속해있다.